# 옥포운동장
옥포운동장(玉浦運動場, Okpo Stadium)은 대한민국 경상남도 거제시에 있는 스포츠 시설이다. 인조잔디 필드와 우레탄 트랙이 갖춰진 경기장이며, 2006년 5월에 준공되었다.

## 참고 문헌
- “옥포운동장”. 거제해양관광개발공사.
- 《2023 전국 공공체육시설 현황 (2022년 12월말 기준)》. 대한민국 문화체육관광부. 2024.